# Ivica Lucić
Ivica Lucić (* 19. Jänner 1982) ist ein ehemaliger österreichischer Fußballspieler und jetziger -trainer mit kroatischen Wurzeln.

## Karriere
Lucić begann seine Karriere beim SV Chemie Linz, von wo er 2003 zu LASK Linz wechselte, wo er jedoch selten zum Einsatz kam.
2006 lockte ihn ein Angebot des deutschen Regionalligisten SC Pfullendorf, welches er auch annahm. Nach drei Saisonen in Deutschland kam Lucić im Jänner 2008 nach Österreich zurück und unterschrieb beim späteren Erstligaaufsteiger Kapfenberger SV. Sein Bundesligadebüt in der höchsten österreichischen Spielklasse gab der Halbkroate am 21. September 2008, bei der 0:6-Niederlage gegen den SK Austria Kärnten. Lucić wurde in der 70. Minute gegen Kapfenbergs Edeljoker Herbert Wieger ausgewechselt. Nach zwei weiteren Einsätzen in der Bundesliga wechselte Lucić im Jänner 2009 leihweise in die zweithöchste Spielklasse zum DSV Leoben. Nach dem Abstieg der Mannschaft kehrte er zu seinem Stammverein zurück. Nach der Winterpause 2009/10 spielte er bei der dritten Mannschaft der Kapfenberger SV, dem ASC Rapid Kapfenberg, in der sechstklassigen Unterliga Nord B. Nach zwölf Toren, die er in zehn Ligapartien erzielt hatte, stieg er mit der Mannschaft in die Fünftklassigkeit (Oberliga Nord) auf. In der Spielzeit 2010/11 war er einer von drei Spielern der Liga, die es am Saisonende auf 25 Treffer gebracht hatten, womit der Torschützenkönig wurde. Im Jahr 2011 stieg er wieder in die zweite Mannschaft auf, die mittlerweile in der Regionalliga Mitte spielte. Zweimal kam er auch wieder in der ersten Mannschaft in der Bundesliga zum Einsatz.
Im Sommer 2013 verließ Lucić Kapfenberg und wechselte zum ATSV Sattledt in die fünftklassige oberösterreichische Landesliga. In den folgenden beiden Spielzeiten konnte er 28 Tore bei 47 Einsätzen erzielen und verpasste mit seiner Mannschaft zweimal knapp den Aufstieg. Im Sommer 2015 wechselte er zu Ligakonkurrent UFC Eferding, ehe ihn Anfang 2016 der FC Wels verpflichtete, der in der viertklassigen OÖ Liga spielte. Anfang 2018 schloss er sich dem SV Viktoria Marchtrenk in der fünftklassigen Landesliga an, ehe er in der Winterpause 2018/19 wieder zur zweiten Mannschaft der Welser zurückkehrte und dort auch seine Karriere als Aktiver beendete.
Zum Ende seiner aktiven Karriere hin machte er 2016/17 die Kurse für die Lizenz als Kindertrainer. 2018/19 folgten die Lizenz als Jugendtrainer, sowie die UEFA-B-Lizenz. Im Sommer 2017 wurde er Co-Trainer beim FC Wels und war ein Jahr später als Co-Trainer des SV Viktoria Marchtrenk tätig. Ein halbes Jahr später, in der Winterpause 2018/19, wurde er Trainer der zweiten Mannschaft der Welser, wo er sich bis zum Ende der Saison in sechs Meisterschaftsspielen selbst einsetzte. In der darauffolgenden Spielzeit 2019/20 kam er im Herbst unter Ramazan Eker zu zwei weiteren Meisterschaftseinsätzen als Spieler der zweiten Mannschaft. Das Traineramt bei der zweiten Mannschaft hatte der kroatischstämmige Offensivakteur zum Saisonende aufgegeben und wurde zum Trainer der ersten Mannschaft beordert. Das Engagement hielt allerdings nur für zwei Monate und wurde im September 2019 wieder aufgelöst. Ab Sommer 2020 war Lucić Trainer des ATSV Sattledt, bei dem er einige Jahre zuvor noch auf Torjagd gegangen war. Anfang April 2022 wurde Lucić durch den einstigen deutschen Torjäger Robert Lenz ersetzt, der damit seine Trainerkarriere begann.